# Tour de Castille-et-León 2016
La 31e édition du Tour de Castille-et-León a eu lieu du 15 au 17 avril 2016. La course fait partie du calendrier UCI Europe Tour 2016 en catégorie 2.1.
L'épreuve est remportée par l'Espagnol Alejandro Valverde (Movistar), vainqueur des deuxième et troisième étapes, qui s'impose 30 secondes devant son compatriote Peio Bilbao (Caja Rural-Seguros RGA) et une minute et six secondes devant le Portugais Joni Brandão (Efapel).
Alejandro Valverde s'adjuge également le classement par points et du combiné tandis qu'un autre Espagnol Raúl Alarcón (W52-FC Porto) gagne le classement de la montagne et que la formation espagnole Caja Rural-Seguros RGA fait de même pour celui par équipes. Enfin Alejandro Valverde termine meilleur coureur espagnol et Jaime Rosón (Caja Rural-Seguros RGA) finit meilleur coureur castillan-léonais.

## Présentation

### Équipes
Classé en catégorie 2.1 de l'UCI Europe Tour, le Tour de Castille-et-León est par conséquent ouvert aux WorldTeams dans la limite de 50 % des équipes participantes, aux équipes continentales professionnelles, aux équipes continentales et aux équipes nationales.
Quinze équipes participent à ce Tour de Castille-et-León - une WorldTeam, quatre équipes continentales professionnelles et dix équipes continentales :
| UCI WorldTeam   | UCI WorldTeam | UCI WorldTeam |
| Nom de l'équipe | Pays          | Code          |
| --------------- | ------------- | ------------- |
| Movistar        | Espagne       | MOV           |

| Équipes continentales professionnelles | Équipes continentales professionnelles | Équipes continentales professionnelles |
| Nom de l'équipe                        | Pays                                   | Code                                   |
| -------------------------------------- | -------------------------------------- | -------------------------------------- |
| Caja Rural-Seguros RGA                 | Espagne                                | CJR                                    |
| Drapac                                 | Australie                              | DPC                                    |
| ONE                                    | Royaume-Uni                            | ONE                                    |
| Stölting Service Group                 | Allemagne                              | SSG                                    |

| Équipes continentales         | Équipes continentales  | Équipes continentales |
| Nom de l'équipe               | Pays                   | Code                  |
| ----------------------------- | ---------------------- | --------------------- |
| Boyacá Raza de Campeones      | Colombie               | BRC                   |
| Burgos BH                     | Espagne                | BUR                   |
| Efapel                        | Portugal               | EFP                   |
| Euskadi Basque Country-Murias | Espagne                | EUS                   |
| Inteja-MMR Dominican          | République dominicaine | DCT                   |
| Lokosphinx                    | Russie                 | LOK                   |
| Manzana Postobón              | Colombie               | MZN                   |
| Rádio Popular-Boavista        | Portugal               | RPB                   |
| Sporting-Tavira               | Portugal               | TAV                   |
| W52-FC Porto                  | Portugal               | W52                   |

## Étapes
| Étape     | Date    | Villes étapes                   | type              | Distance (km) | Vainqueur d'étape  | Leader du classement général |
| --------- | ------- | ------------------------------- | ----------------- | ------------- | ------------------ | ---------------------------- |
| 1re étape | 15 avr. | Alcañices – Bragance (POR)      | étape vallonnée   | 166,3         | Carlos Betancur    | Carlos Betancur              |
| 2e étape  | 16 avr. | Bragance (POR) – Fermoselle     | étape vallonnée   | 170,6         | Alejandro Valverde | Carlos Betancur              |
| 3e étape  | 17 avr. | Salamanque – Alto de Candelario | étape de montagne | 151,4         | Alejandro Valverde | Alejandro Valverde           |

## Déroulement de la course

### 1reétape
| Classement de l'étape | Classement de l'étape | Classement de l'étape  | Classement de l'étape  | Classement de l'étape |
|                       | Coureur               | Pays                   | Équipe                 | Temps                 |
| --------------------- | --------------------- | ---------------------- | ---------------------- | --------------------- |
| 1er                   | Carlos Betancur       | Colombie               | Movistar               | en 4 h 27 min 2 s     |
| 2e                    | Peio Bilbao           | Espagne                | Caja Rural-Seguros RGA | + 0 s                 |
| 3e                    | Carlos Barbero        | Espagne                | Caja Rural-Seguros RGA | + 46 s                |
| 4e                    | Dmitriy Sokolov       | Russie                 | Lokosphinx             | + 46 s                |
| 5e                    | Winner Anacona        | Colombie               | Movistar               | + 46 s                |
| 6e                    | Álvaro Trueba         | Espagne                | Efapel                 | + 49 s                |
| 7e                    | Rafael Silva          | Portugal               | Efapel                 | + 54 s                |
| 8e                    | Alejandro Valverde    | Espagne                | Movistar               | + 54 s                |
| 9e                    | Diego Milán           | République dominicaine | Inteja-MMR Dominican   | + 54 s                |
| 10e                   | Jesús Ezquerra        | Espagne                | Sporting-Tavira        | + 54 s                |
| modifier              |                       |                        |                        |                       |

| Classement général | Classement général | Classement général     | Classement général     | Classement général |
|                    | Coureur            | Pays                   | Équipe                 | Temps              |
| ------------------ | ------------------ | ---------------------- | ---------------------- | ------------------ |
| 1er                | Carlos Betancur    | Colombie               | Movistar               | en 4 h 26 min 52 s |
| 2e                 | Peio Bilbao        | Espagne                | Caja Rural-Seguros RGA | + 4 s              |
| 3e                 | Carlos Barbero     | Espagne                | Caja Rural-Seguros RGA | + 52 s             |
| 4e                 | Dmitriy Sokolov    | Russie                 | Lokosphinx             | + 56 s             |
| 5e                 | Winner Anacona     | Colombie               | Movistar               | + 56 s             |
| 6e                 | Álvaro Trueba      | Espagne                | Efapel                 | + 59 s             |
| 7e                 | Rafael Silva       | Portugal               | Efapel                 | + 1 min 4 s        |
| 8e                 | Alejandro Valverde | Espagne                | Movistar               | + 1 min 4 s        |
| 9e                 | Diego Milán        | République dominicaine | Inteja-MMR Dominican   | + 1 min 4 s        |
| 10e                | Jesús Ezquerra     | Espagne                | Sporting-Tavira        | + 1 min 4 s        |
| modifier           |                    |                        |                        |                    |

### 2eétape
| Classement de l'étape | Classement de l'étape | Classement de l'étape | Classement de l'étape  | Classement de l'étape |
|                       | Coureur               | Pays                  | Équipe                 | Temps                 |
| --------------------- | --------------------- | --------------------- | ---------------------- | --------------------- |
| 1er                   | Alejandro Valverde    | Espagne               | Movistar               | en 4 h 21 min 28 s    |
| 2e                    | Carlos Barbero        | Espagne               | Caja Rural-Seguros RGA | + 51 s                |
| 3e                    | José Joaquín Rojas    | Espagne               | Movistar               | + 51 s                |
| 4e                    | Joni Brandão          | Portugal              | Efapel                 | + 51 s                |
| 5e                    | Rafael Reis           | Portugal              | W52-FC Porto           | + 51 s                |
| 6e                    | Rinaldo Nocentini     | Italie                | Sporting-Tavira        | + 51 s                |
| 7e                    | Winner Anacona        | Colombie              | Movistar               | + 51 s                |
| 8e                    | Linus Gerdemann       | Allemagne             | Stölting Service Group | + 51 s                |
| 9e                    | Carlos Betancur       | Colombie              | Movistar               | + 51 s                |
| 10e                   | David Arroyo          | Espagne               | Caja Rural-Seguros RGA | + 51 s                |
| modifier              |                       |                       |                        |                       |

| Classement général | Classement général | Classement général | Classement général     | Classement général |
|                    | Coureur            | Pays               | Équipe                 | Temps              |
| ------------------ | ------------------ | ------------------ | ---------------------- | ------------------ |
| 1er                | Carlos Betancur    | Colombie           | Movistar               | en 8 h 49 min 11 s |
| 2e                 | Alejandro Valverde | Espagne            | Movistar               | + 3 s              |
| 3e                 | Peio Bilbao        | Espagne            | Caja Rural-Seguros RGA | + 15 s             |
| 4e                 | Carlos Barbero     | Espagne            | Caja Rural-Seguros RGA | + 46 s             |
| 5e                 | Winner Anacona     | Colombie           | Movistar               | + 56 s             |
| 6e                 | José Joaquín Rojas | Espagne            | Movistar               | + 1 min 0 s        |
| 7e                 | Joni Brandão       | Portugal           | Efapel                 | + 1 min 4 s        |
| 8e                 | Rafael Reis        | Portugal           | W52-FC Porto           | + 1 min 4 s        |
| 9e                 | Linus Gerdemann    | Allemagne          | Stölting Service Group | + 1 min 4 s        |
| 10e                | David Arroyo       | Espagne            | Caja Rural-Seguros RGA | + 1 min 4 s        |
| modifier           |                    |                    |                        |                    |

### 3eétape
| Classement de l'étape | Classement de l'étape | Classement de l'étape | Classement de l'étape    | Classement de l'étape |
|                       | Coureur               | Pays                  | Équipe                   | Temps                 |
| --------------------- | --------------------- | --------------------- | ------------------------ | --------------------- |
| 1er                   | Alejandro Valverde    | Espagne               | Movistar                 | en 4 h 15 min 51 s    |
| 2e                    | Joni Brandão          | Portugal              | Efapel                   | + 1 s                 |
| 3e                    | David Arroyo          | Espagne               | Caja Rural-Seguros RGA   | + 3 s                 |
| 4e                    | Peio Bilbao           | Espagne               | Caja Rural-Seguros RGA   | + 8 s                 |
| 5e                    | Jaime Rosón           | Espagne               | Caja Rural-Seguros RGA   | + 16 s                |
| 6e                    | Frederico Figueiredo  | Portugal              | Rádio Popular-Boavista   | + 20 s                |
| 7e                    | Henrique Casimiro     | Portugal              | Efapel                   | + 22 s                |
| 8e                    | Rinaldo Nocentini     | Italie                | Sporting-Tavira          | + 28 s                |
| 9e                    | Heiner Parra          | Colombie              | Boyacá Raza de Campeones | + 30 s                |
| 10e                   | Rafael Reis           | Portugal              | W52-FC Porto             | + 32 s                |
| modifier              |                       |                       |                          |                       |

## Classements finals

### Classement général final
| Classement général final | Classement général final | Classement général final | Classement général final      | Classement général final |
|                          | Coureur                  | Pays                     | Équipe                        | Temps                    |
| ------------------------ | ------------------------ | ------------------------ | ----------------------------- | ------------------------ |
| 1er                      | Alejandro Valverde       | Espagne                  | Movistar                      | en 13 h 4 min 55 s       |
| 2e                       | Peio Bilbao              | Espagne                  | Caja Rural-Seguros RGA        | + 30 s                   |
| 3e                       | Joni Brandão             | Portugal                 | Efapel                        | + 1 min 6 s              |
| 4e                       | David Arroyo             | Espagne                  | Caja Rural-Seguros RGA        | + 1 min 10 s             |
| 5e                       | Jaime Rosón              | Espagne                  | Caja Rural-Seguros RGA        | + 1 min 32 s             |
| 6e                       | Winner Anacona           | Colombie                 | Movistar                      | + 1 min 43 s             |
| 7e                       | Rafael Reis              | Portugal                 | W52-FC Porto                  | + 1 min 43 s             |
| 8e                       | Garikoitz Bravo          | Espagne                  | Euskadi Basque Country-Murias | + 2 min 23 s             |
| 9e                       | Carlos Betancur          | Colombie                 | Movistar                      | + 2 min 51 s             |
| 10e                      | Linus Gerdemann          | Allemagne                | Stölting Service Group        | + 2 min 51 s             |
| modifier                 |                          |                          |                               |                          |

### Classements annexes
| Classement par points | Classement par points | Classement par points | Classement par points  | Classement par points |
| --------------------- | --------------------- | --------------------- | ---------------------- | --------------------- |
|                       | Coureur               | Pays                  | Équipe                 | Point(s)              |
| 1er                   | Alejandro Valverde    | Espagne               | Movistar               | 58 points             |
| 2e                    | Peio Bilbao           | Espagne               | Caja Rural-Seguros RGA | 38 pts                |
| 3e                    | Joni Brandão          | Portugal              | Efapel                 | 38 pts                |
| modifier              |                       |                       |                        |                       |

| Classement de la montagne | Classement de la montagne | Classement de la montagne | Classement de la montagne | Classement de la montagne |
| ------------------------- | ------------------------- | ------------------------- | ------------------------- | ------------------------- |
|                           | Coureur                   | Pays                      | Équipe                    | Point(s)                  |
| 1er                       | Raúl Alarcón              | Espagne                   | W52-FC Porto              | 18 points                 |
| 2e                        | Alejandro Valverde        | Espagne                   | Movistar                  | 16 pts                    |
| 3e                        | David Arroyo              | Espagne                   | Caja Rural-Seguros RGA    | 10 pts                    |
| modifier                  |                           |                           |                           |                           |

| Classement du combiné | Classement du combiné | Classement du combiné | Classement du combiné  | Classement du combiné |
| --------------------- | --------------------- | --------------------- | ---------------------- | --------------------- |
|                       | Coureur               | Pays                  | Équipe                 | Point(s)              |
| 1er                   | Alejandro Valverde    | Espagne               | Movistar               | 4 points              |
| 2e                    | Peio Bilbao           | Espagne               | Caja Rural-Seguros RGA | 8 pts                 |
| 3e                    | Joni Brandão          | Portugal              | Efapel                 | 11 pts                |
| modifier              |                       |                       |                        |                       |

| Classement par équipes | Classement par équipes | Classement par équipes | Classement par équipes |
|                        | Équipe                 | Pays                   | Temps                  |
| ---------------------- | ---------------------- | ---------------------- | ---------------------- |
| 1re                    | Caja Rural-Seguros RGA | Espagne                | en 39 h 17 min 48 s    |
| 2e                     | Movistar               | Espagne                | + 1 min 38 s           |
| 3e                     | W52-FC Porto           | Portugal               | + 9 min 46 s           |
| modifier               |                        |                        |                        |

| Classement du meilleur coureur espagnol | Classement du meilleur coureur espagnol | Classement du meilleur coureur espagnol | Classement du meilleur coureur espagnol | Classement du meilleur coureur espagnol |
|                                         | Coureur                                 | Pays                                    | Équipe                                  | Temps                                   |
| --------------------------------------- | --------------------------------------- | --------------------------------------- | --------------------------------------- | --------------------------------------- |
| 1er                                     | Alejandro Valverde                      | Espagne                                 | Movistar                                | en 13 h 4 min 55 s                      |
| 2e                                      | Peio Bilbao                             | Espagne                                 | Caja Rural-Seguros RGA                  | + 30 s                                  |
| 3e                                      | David Arroyo                            | Espagne                                 | Caja Rural-Seguros RGA                  | + 1 min 10 s                            |
| modifier                                |                                         |                                         |                                         |                                         |

| Classement du meilleur coureur castillan-léonais | Classement du meilleur coureur castillan-léonais | Classement du meilleur coureur castillan-léonais | Classement du meilleur coureur castillan-léonais | Classement du meilleur coureur castillan-léonais |
|                                                  | Coureur                                          | Pays                                             | Équipe                                           | Temps                                            |
| ------------------------------------------------ | ------------------------------------------------ | ------------------------------------------------ | ------------------------------------------------ | ------------------------------------------------ |
| 1er                                              | Jaime Rosón                                      | Espagne                                          | Caja Rural-Seguros RGA                           | en 13 h 6 min 27 s                               |
| 2e                                               | Carlos Barbero                                   | Espagne                                          | Caja Rural-Seguros RGA                           | + 3 min 36 s                                     |
| 3e                                               | Fernando Grijalba                                | Espagne                                          | Inteja-MMR Dominican                             | + 10 min 57 s                                    |
| modifier                                         |                                                  |                                                  |                                                  |                                                  |

### UCI Europe Tour
Ce Tour de Castille-et-León attribue des points pour l'UCI Europe Tour 2016, y compris aux coureurs faisant partie d'une équipe ayant un label WorldTeam. De plus la course donne le même nombre de points individuellement à tous les coureurs pour le Classement mondial UCI 2016.
| Position           | 1er | 2e | 3e | 4e | 5e | 6e | 7e | 8e | 9e | 10e | 11e | 12e | 13e à 15e | 16e à 25e |
| Classement général | 125 | 85 | 70 | 60 | 50 | 40 | 35 | 30 | 25 | 20  | 15  | 10  | 5         | 3         |
| Par étape          | 14  | 5  | 3  |    |    |    |    |    |    |     |     |     |           |           |
| Leader, par étape  | 3   |    |    |    |    |    |    |    |    |     |     |     |           |           |

| Cycliste              | Équipe                        | Général | Étape | Leader | Total |
| --------------------- | ----------------------------- | ------- | ----- | ------ | ----- |
| Alejandro Valverde    | Movistar                      | 125     | 28    | -      | 153   |
| Peio Bilbao           | Caja Rural-Seguros RGA        | 85      | 5     | -      | 90    |
| Joni Brandão          | Efapel                        | 70      | 5     | -      | 75    |
| David Arroyo          | Caja Rural-Seguros RGA        | 60      | 3     | -      | 63    |
| Jaime Rosón           | Caja Rural-Seguros RGA        | 50      | -     | -      | 50    |
| Carlos Betancur       | Movistar                      | 25      | 14    | 6      | 46    |
| Winner Anacona        | Movistar                      | 40      | -     | -      | 40    |
| Rafael Reis           | W52-FC Porto                  | 35      | -     | -      | 35    |
| Garikoitz Bravo       | Euskadi Basque Country-Murias | 30      | -     | -      | 30    |
| Linus Gerdemann       | Stölting Service Group        | 20      | -     | -      | 20    |
| José Joaquín Rojas    | Movistar                      | 15      | 3     | -      | 18    |
| Carlos Barbero        | Caja Rural-Seguros RGA        | 5       | 8     | -      | 13    |
| César Fonte           | Rádio Popular-Boavista        | 10      | -     | -      | 10    |
| Rinaldo Nocentini     | Sporting-Tavira               | 5       | -     | -      | 5     |
| Rui Vinhas            | W52-FC Porto                  | 5       | -     | -      | 5     |
| Mikel Bizkarra        | Euskadi Basque Country-Murias | 3       | -     | -      | 3     |
| Henrique Casimiro     | Efapel                        | 3       | -     | -      | 3     |
| Jesús del Pino        | Burgos BH                     | 3       | -     | -      | 3     |
| Frederico Figueiredo  | Rádio Popular-Boavista        | 3       | -     | -      | 3     |
| Aitor González Prieto | Euskadi Basque Country-Murias | 3       | -     | -      | 3     |
| Mario González Salas  | Sporting-Tavira               | 3       | -     | -      | 3     |
| Lluís Mas             | Caja Rural-Seguros RGA        | 3       | -     | -      | 3     |
| Igor Merino           | Burgos BH                     | 3       | -     | -      | 3     |
| Ricardo Mestre        | W52-FC Porto                  | 3       | -     | -      | 3     |
| Hernán Parra          | Manzana Postobón              | 3       | -     | -      | 3     |

## Évolution des classements
| Étape              | Vainqueur          | Classement général | Classement par points | Classement de la montagne | Classement du combiné | Classement par équipes |
| ------------------ | ------------------ | ------------------ | --------------------- | ------------------------- | --------------------- | ---------------------- |
| 1                  | Carlos Betancur    | Carlos Betancur    | Carlos Betancur       | Raúl Alarcón              | Carlos Betancur       | Movistar               |
| 2                  | Alejandro Valverde | Carlos Betancur    | Carlos Barbero        | Raúl Alarcón              | Alejandro Valverde    | Movistar               |
| 3                  | Alejandro Valverde | Alejandro Valverde | Alejandro Valverde    | Raúl Alarcón              | Alejandro Valverde    | Caja Rural-Seguros RGA |
| Classements finals | Classements finals | Alejandro Valverde | Alejandro Valverde    | Raúl Alarcón              | Alejandro Valverde    | Caja Rural-Seguros RGA |

## Liste des participants
- Liste de départ complète

| Légende                             | Légende                                                                                                  | Légende                         | Légende                                                                                         |
| ----------------------------------- | --- | ------------------------------- | ----------------------------------------------------------------------------------------------- |
| Num                                 | Dossard de départ porté par le coureur sur ce Tour de Castille-et-León                                   | Pos                             | Position finale au classement général                                                           |
| Leader du classement général        | Indique le vainqueur du classement général                                                               | Leader du classement par points | Indique le vainqueur du classement par points                                                   |
| Leader du classement de la montagne | Indique le vainqueur du classement de la montagne                                                        | Leader du classement du combiné | Indique le vainqueur du classement du combiné                                                   |
|                                     | Indique un maillot de champion national ou mondial, suivi de sa spécialité                               | #                               | Indique la meilleure équipe                                                                     |
| NP                                  | Indique un coureur qui n'a pas pris le départ d'une étape, suivi du numéro de l'étape où il s'est retiré | AB                              | Indique un coureur qui n'a pas terminé une étape, suivi du numéro de l'étape où il s'est retiré |
| HD                                  | Indique un coureur qui a terminé une étape hors des délais, suivi du numéro de l'étape                   |                                 |                                                                                                 |

| Movistar MOV                            | Movistar MOV                     | Movistar MOV |
| --------------------------------------- | -------------------------------- | ------------ |
| Num                                     | Coureur                          | Pos          |
| 1                                       | Alejandro Valverde (ESP) (Route) | 1er          |
| 2                                       | Winner Anacona (COL)             | 6e           |
| 3                                       | Jorge Arcas (ESP)                | AB-3         |
| 4                                       | Carlos Betancur (COL)            | 9e           |
| 5                                       | Alex Dowsett (GBR)               | AB-3         |
| 6                                       | Antonio Pedrero (ESP)            | 45e          |
| 7                                       | José Joaquín Rojas (ESP)         | 11e          |
| Directeur sportif : José Luis Jaimerena |                                  |              |

| Caja Rural-Seguros RGA # CJR           | Caja Rural-Seguros RGA # CJR | Caja Rural-Seguros RGA # CJR |
| -------------------------------------- | ---------------------------- | ---------------------------- |
| Num                                    | Coureur                      | Pos                          |
| 11                                     | David Arroyo (ESP)           | 4e                           |
| 12                                     | Peio Bilbao (ESP)            | 2e                           |
| 13                                     | José Gonçalves (POR)         | AB-3                         |
| 14                                     | Carlos Barbero (ESP)         | 14e                          |
| 15                                     | Lluís Mas (ESP)              | 16e                          |
| 16                                     | Ricardo Vilela (POR)         | 29e                          |
| 17                                     | Jaime Rosón (ESP)            | 5e                           |
| Directeur sportif : Eugenio Goikoetxea |                              |                              |

| Drapac DPC                      | Drapac DPC           | Drapac DPC |
| ------------------------------- | -------------------- | ---------- |
| Num                             | Coureur              | Pos        |
| 21                              | Brad Evans (NZL)     | 72e        |
| 22                              | Brenton Jones (AUS)  | AB-3       |
| 23                              | Jason Lowndes (AUS)  | AB-3       |
| 24                              | Gavin Mannion (USA)  | 77e        |
| 25                              | Lachlan Norris (AUS) | 51e        |
| 26                              | Adam Phelan (AUS)    | 46e        |
| 27                              | Samuel Spokes (AUS)  | AB-3       |
| Directeur sportif : Tom Southam |                      |            |

| ONE                             | ONE                    | ONE  |
| ------------------------------- | ---------------------- | ---- |
| Num                             | Coureur                | Pos  |
| 31                              | Karol Domagalski (POL) | AB-3 |
| 32                              | John Ebsen (DEN)       | 48e  |
| 33                              | Tom Baylis (GBR)       | 74e  |
| 34                              |                        |      |
| 35                              | Kristian House (GBR)   | AB-2 |
| 36                              | Joshua Hunt (GBR)      | AB-3 |
| 37                              | Steele Von Hoff (AUS)  | AB-2 |
| Directeur sportif : Philip West |                        |      |

| Stölting Service Group SSG          | Stölting Service Group SSG    | Stölting Service Group SSG |
| ----------------------------------- | ----------------------------- | -------------------------- |
| Num                                 | Coureur                       | Pos                        |
| 41                                  | Linus Gerdemann (GER)         | 10e                        |
| 42                                  | Lennard Kämna (GER)           | AB-1                       |
| 43                                  | Thomas Koep (GER)             | AB-3                       |
| 44                                  | Sven Reutter (GER)            | 55e                        |
| 45                                  |                               |                            |
| 46                                  | Rasmus Christian Quaade (DEN) | AB-3                       |
| 47                                  | Jonas Tenbrock (GER)          | 47e                        |
| Directeur sportif : Gregor Willwohl |                               |                            |

| Euskadi Basque Country-Murias EUS | Euskadi Basque Country-Murias EUS | Euskadi Basque Country-Murias EUS |
| --------------------------------- | --------------------------------- | --------------------------------- |
| Num                               | Coureur                           | Pos                               |
| 51                                | Garikoitz Bravo (ESP)             | 8e                                |
| 52                                | Beñat Txoperena (ESP)             | AB-3                              |
| 53                                | Alex Aranburu (ESP)               | 37e                               |
| 54                                | Mikel Bizkarra (ESP)              | 20e                               |
| 55                                | Imanol Estévez (ESP)              | AB-3                              |
| 56                                | Aitor González Prieto (ESP)       | 18e                               |
| 57                                | Adrián González (ESP)             | 54e                               |
| Directeur sportif : Jon Odriozola |                                   |                                   |

| Burgos BH BUR                       | Burgos BH BUR        | Burgos BH BUR |
| ----------------------------------- | -------------------- | ------------- |
| Num                                 | Coureur              | Pos           |
| 61                                  | Jorge Cubero (ESP)   | AB-2          |
| 62                                  | Jesús del Pino (ESP) | 24e           |
| 63                                  | Igor Merino (ESP)    | 25e           |
| 64                                  | Pablo Torres (ESP)   | 57e           |
| 65                                  | Ibai Salas (ESP)     | AB-3          |
| 66                                  | Arnau Solé (ESP)     | 79e           |
| 67                                  | Daniel López (ESP)   | AB-2          |
| Directeur sportif : Darío Hernández |                      |               |

| Manzana Postobón MZN                          | Manzana Postobón MZN     | Manzana Postobón MZN |
| --------------------------------------------- | ------------------------ | -------------------- |
| Num                                           | Coureur                  | Pos                  |
| 71                                            | Bernardo Suaza (COL)     | 61e                  |
| 72                                            | Hernando Bohórquez (COL) | 30e                  |
| 73                                            | Hernán Parra (COL)       | 22e                  |
| 74                                            | Peio Goikoetxea (ESP)    | AB-3                 |
| 75                                            | Aldemar Reyes (COL)      | 53e                  |
| 76                                            | Marco Suesca (COL)       | 73e                  |
| 77                                            | Juan Felipe Osorio (COL) | 44e                  |
| Directeur sportif : Luis Fernando Saldarriaga |                          |                      |

| Inteja-MMR Dominican DCT              | Inteja-MMR Dominican DCT | Inteja-MMR Dominican DCT |
| ------------------------------------- | ------------------------ | ------------------------ |
| Num                                   | Coureur                  | Pos                      |
| 81                                    | Diego Milán (DOM)        | 39e                      |
| 82                                    | Joaquín Sobrino (ESP)    | AB-3                     |
| 83                                    | Ignacio Sarabia (MEX)    | AB-3                     |
| 84                                    | Fernando Grijalba (ESP)  | 36e                      |
| 85                                    | Rafael Márquez (ESP)     | 66e                      |
| 86                                    | Juan José Cueto (DOM)    | AB-3                     |
| 87                                    | Joel García (DOM)        | AB-2                     |
| Directeur sportif : Domènec Carbonell |                          |                          |

| Lokosphinx LOK                       | Lokosphinx LOK         | Lokosphinx LOK |
| ------------------------------------ | ---------------------- | -------------- |
| Num                                  | Coureur                | Pos            |
| 91                                   | Sergey Shilov (RUS)    | 33e            |
| 92                                   | Dmitriy Sokolov (RUS)  | 42e            |
| 93                                   | Vasily Neustroev (RUS) | 64e            |
| 94                                   | Alexander Vdovin (RUS) | 31e            |
| 95                                   | Vadim Zhuravlev (RUS)  | 49e            |
| 96                                   | Artem Samolenkov (RUS) | 41e            |
| 97                                   | Dmitri Strakhov (RUS)  | 78e            |
| Directeur sportif : Vladimir Kolosov |                        |                |

| Rádio Popular-Boavista RPB          | Rádio Popular-Boavista RPB | Rádio Popular-Boavista RPB |
| ----------------------------------- | -------------------------- | -------------------------- |
| Num                                 | Coureur                    | Pos                        |
| 101                                 | Pablo Guerrero (ESP)       | 62e                        |
| 102                                 | Rui Sousa (POR)            | 76e                        |
| 103                                 | Ricardo Ferreira (POR)     | 65e                        |
| 104                                 | David Rodrigues (POR)      | 50e                        |
| 105                                 | Frederico Figueiredo (POR) | 17e                        |
| 106                                 | Víctor Etxeberria (ESP)    | 28e                        |
| 107                                 | César Fonte (POR)          | 12e                        |
| Directeur sportif : José dos Santos |                            |                            |

| W52-FC Porto W52                 | W52-FC Porto W52         | W52-FC Porto W52 |
| -------------------------------- | ------------------------ | ---------------- |
| Num                              | Coureur                  | Pos              |
| 111                              | Ricardo Mestre (POR)     | 23e              |
| 112                              | Samuel Caldeira (POR)    | 43e              |
| 113                              | Daniel Freitas (POR)     | 75e              |
| 114                              | Raúl Alarcón (ESP)       | 69e              |
| 115                              | Rui Vinhas (POR)         | 15e              |
| 116                              | Juan Ignacio Pérez (ESP) | 63e              |
| 117                              | Rafael Reis (POR)        | 7e               |
| Directeur sportif : Nuno Ribeiro |                          |                  |

| Efapel EFP                        | Efapel EFP              | Efapel EFP |
| --------------------------------- | ----------------------- | ---------- |
| Num                               | Coureur                 | Pos        |
| 121                               | Joni Brandão (POR)      | 3e         |
| 122                               | Rafael Silva (POR)      | 59e        |
| 123                               | Nuno Ferreira (POR)     | 34e        |
| 124                               | Daniel Mestre (POR)     | 38e        |
| 125                               | Henrique Casimiro (POR) | 19e        |
| 126                               | António Barbio (POR)    | AB-2       |
| 127                               | Álvaro Trueba (ESP)     | 32e        |
| Directeur sportif : Américo Silva |                         |            |

| Sporting-Tavira TAV             | Sporting-Tavira TAV        | Sporting-Tavira TAV |
| ------------------------------- | -------------------------- | ------------------- |
| Num                             | Coureur                    | Pos                 |
| 131                             | Rinaldo Nocentini (ITA)    | 13e                 |
| 132                             | David de la Fuente (ESP)   | 35e                 |
| 133                             | Mario González Salas (ESP) | 21e                 |
| 134                             | Jesús Ezquerra (ESP)       | 40e                 |
| 135                             | David Livramento (POR)     | 68e                 |
| 136                             | Valter Pereira (POR)       | 70e                 |
| 137                             | Hugo Sabido (POR)          | 56e                 |
| Directeur sportif : Vidal Fitas |                            |                     |

| Boyacá Raza de Campeones BRC            | Boyacá Raza de Campeones BRC | Boyacá Raza de Campeones BRC |
| --------------------------------------- | ---------------------------- | ---------------------------- |
| Num                                     | Coureur                      | Pos                          |
| 141                                     | Robinson Ortega (COL)        | 60e                          |
| 142                                     | Diego Ochoa (COL)            | 26e                          |
| 143                                     | Heiner Parra (COL)           | 27e                          |
| 144                                     | Yeison Chaparro (COL)        | 58e                          |
| 145                                     | Wilson Rodríguez (COL)       | 71e                          |
| 146                                     | Néstor García (COL)          | 52e                          |
| 147                                     | Miguel Flórez (COL)          | 67e                          |
| Directeur sportif : Jorge Iván González |                              |                              |